# Visconde de Carvalhido
Visconde de Carvalhido é um título nobiliárquico criado por D. Luís I de Portugal, por Decreto de 28 de Abril de 1883, em favor de Luís Augusto Ferreira de Almeida, depois 1.º Conde de Carvalhido.
Titulares
1. Luís Augusto Ferreira de Almeida, 1.º Visconde e 1.º Conde de Carvalhido;
2. Emílio Leichtinger de Almeida, 2.º Visconde e 2.º Conde de Carvalhido.